# Cuộc sống tuyệt vời
Cuộc sống tuyệt vời (tiếng Hàn: 인생은 아름다워; Hanja: 人生은 아름다워; Romaja: Insaengeun Areumdawo) là một phim truyền hình Hàn Quốc 2010 với sự tham gia của diễn viên Song Chang-eui, Lee Sang-woo, Lee Sang-yoon và Nam Sang-mi. Phim chiếu trên SBS từ 20 tháng Ba tới 7 tháng 11 năm 2010 vào mỗi thứ 7 và chủ nhật lúc 21:45 gồm 63 tập.
Bên cạnh việc có tỷ suất người xem vào khoảng 20% trong thời gian công chiếu, bộ phim được chú ý với vai diễn nhạy cảm của một cặp đồng tính công khai, nhiều tình cảm trong một bộ phim truyền hình Hàn Quốc vào khung giờ vàng của kênh truyền hình. Mặc dù có hướng tiếp cận khá đồng cảm về chủ đề đồng tính, phim được cho là đã có "thay đổi lớn ở tập cuối do sự phản đối mạnh về chủ đề này" và "không có cảnh hôn giữa các diễn viên chính giữa các nhân vật nam chính trong Cuộc sống tuyệt vời giữa vô vàn cảnh hôn nhau trong những phim Hàn khác của các cặp dị tính."

## Nội dung
Với bối cảnh ở Jeju, phim xoay quanh một gia đình đa thế hệ, nhiều tình cảm do người bố Yang Byung-tae (Kim Yeong-cheol) và người mẹ Kim Min-jae (Kim Hae-sook) đứng đầu, và bốn người con Tae-sub (Song Chang-eui), Ji-hye (Woo Hee-jin), Ho-sub (Lee Sang-yoon) và Cho-rong (Nam Gyu-ri), cùng với ông bà nội và hai chú bác. Câu chuyện về cuộc sống và xung đột hàng ngày của gia đình, gồm vấn đề trong hôn nhân của cô con gái lớn Ji-hye và người chồng Soo-il (Lee Min-woo); việc theo đuổi của cậu con trai thứ Ho-sub với trợ lí Yeon-joo (Nam Sang-mi) của mẹ mình; và chuyện tình cảm của cậu con trai lớn Tae-sub với giảng viên đã ly dị Kyung-soo (Lee Sang-woo), phản ứng của gia đình hai người về mối quan hệ đồng tính của họ, trong đó đề cập vấn đề về cá nhân, xã hội, sự chấp thuận của gia đình, cuối cùng đi đến yêu thương và thấu hiểu.

## Diễn viên
Gia đình Yang
- Kim Yong-rim vai Mẹ Byung-tae
- Choi Jung-hoon vai Bố Byung-tae
- Kim Yeong-cheol vai Yang Byung-tae
- Kim Hae-sook vai Kim Min-jae
- Kim Sang-joong vai Yang Byung-joon
- Yoon Da-hoon vai Yang Byung-kil
- Song Chang-eui vai Yang Tae-sub[9][10][11]
- Lee Sang-yoon vai Yang Ho-sub
- Nam Gyu-ri vai Yang Cho-rong

Gia đình Lee
- Lee Min-woo vai Lee Soo-il
- Woo Hee-jin vai Yang Ji-hye
- Jung Da-bin vai Lee Ji-na

Gia đình Park
- Lee Sang-hoon vai Mr. Park
- Jo Mi-ryung vai Yang Soo-ja
- Kang Yi-suk vai con trai

Diễn viên khác
- Jang Mi-hee vai Jo Ah-ra
- Nam Sang-mi vai Boo Yeon-joo
- Lee Sang-woo vai Kyung-soo
- Yoo Min vai Chae-young
- Kim Woo-hyun vai Hyun-jin
- Lee Kyun vai Dong-geun
- Bang Eun-hee vai Jo Nam-shik
- Im Ye-jin vai Gì Ji-hye (khách mời)
- Han Jin-hee vai Chồng cũ Min-jae (khách mời)
- Kim Jung-hwa vai Woo Geum-ji (khách mời)

## Giải thưởng và đề cử
| Năm  | Giải thưởng                                 | Thể loại                                                                        | Trao cho            | Kết quả   | Chú thích |
| ---- | ------------------------------------------- | ------------------------------------------------------------------------------- | ------------------- | --------- | --------- |
| 2010 | Giải thưởng phim truyền hình Hàn Quốc lần 3 | Phim xuất sắc nhất                                                              | Cuộc sống tuyệt vời | Đề cử     |           |
| 2010 | Giải thưởng phim truyền hình Hàn Quốc lần 3 | Nữ diễn viên phụ xuất sắc nhất                                                  | Kim Hae-sook        | Đoạt giải |           |
| 2010 | Giải thưởng phim truyền hình SBS 2010       | Giải xuất sắc nhất, Nam diễn viên hạng mục Phim truyền hình Cuối tuần/hàng ngày | Kim Yeong-cheol     | Đề cử     | [ 12 ]    |
| 2010 | Giải thưởng phim truyền hình SBS 2010       | Giải xuất sắc nhất, Nữ diễn viên hạng mục Phim truyền hình Cuối tuần/hàng ngày  | Kim Yong-rim        | Đề cử     | [ 12 ]    |
| 2010 | Giải thưởng phim truyền hình SBS 2010       | Giải xuất sắc, Nam diễn viên hạng mục Phim truyền hình Cuối tuần/hàng ngày      | Song Chang-eui      | Đoạt giải | [ 12 ]    |
| 2010 | Giải thưởng phim truyền hình SBS 2010       | Nam diễn viên phụ xuất sắc nhất hạng mục Phim truyền hình Cuối tuần/hàng ngày   | Yoon Da-hoon        | Đề cử     | [ 12 ]    |
| 2010 | Giải thưởng phim truyền hình SBS 2010       | Nữ diễn viên phụ xuất sắc nhất hạng mục Phim truyền hình Cuối tuần/hàng ngày    | Nam Sang-mi         | Đề cử     | [ 12 ]    |
| 2010 | Giải thưởng phim truyền hình SBS 2010       | Giải Ngôi sao mới                                                               | Nam Gyu-ri          | Đoạt giải | [ 12 ]    |
| 2011 | Giải thưởng nghệ thuật Baeksang lần 47      | Đạo diễn xuất sắc nhất (TV)                                                     | Jung Eul-yong       | Đề cử     |           |
| 2011 | Giải thưởng nghệ thuật Baeksang lần 47      | Nữ diễn viên mới xuất sắc nhẩt (TV)                                             | Nam Gyu-ri          | Đề cử     |           |

## Tỉ suất từng tập
| Ngày       | Tập        | Seoul        | Toàn quốc    |
| ---------- | ---------- | ------------ | ------------ |
| 2010-03-20 | 1          | 12.3% (10th) | 12.5% (9th)  |
| 2010-03-21 | 2          | 12.6% (10th) | 12.2% (10th) |
| 2010-03-27 | 3          | 14.3% (7th)  | 15.1% (7th)  |
| 2010-03-28 | 4          | 14.8% (7th)  | 15.2% (7th)  |
| 2010-04-03 | 5          | 15.2% (5th)  | 15.6% (3rd)  |
| 2010-04-04 | 6          | 16.0% (4th)  | 17.2% (3rd)  |
| 2010-04-10 | 7          | 17.9% (4th)  | 19.0% (4th)  |
| 2010-04-11 | 8          | 16.9% (4th)  | 17.6% (4th)  |
| 2010-04-17 | 9          | 15.7% (3rd)  | 16.8% (3rd)  |
| 2010-04-18 | 10         | 16.4% (3rd)  | 17.6% (3rd)  |
| 2010-04-24 | 11         | 17.3% (4th)  | 18.1% (4th)  |
| 2010-04-25 | 12         | 17.9% (3rd)  | 18.9% (3rd)  |
| 2010-05-01 | 13         | 17.5% (3rd)  | 19.2% (3rd)  |
| 2010-05-02 | 14         | 17.9% (4th)  | 18.6% (4th)  |
| 2010-05-08 | 15         | 17.2% (3rd)  | 17.9% (3rd)  |
| 2010-05-09 | 16         | 18.5% (4th)  | 19.3% (4th)  |
| 2010-05-15 | 17         | 14.4% (2nd)  | 14.9% (2nd)  |
| 2010-05-16 | 18         | 17.6% (4th)  | 18.3% (4th)  |
| 2010-05-22 | 19         | 18.0% (4th)  | 18.9% (4th)  |
| 2010-05-23 | 20         | 18.6% (4th)  | 19.3% (4th)  |
| 2010-05-29 | 21         | 21.8% (3rd)  | 22.1% (3rd)  |
| 2010-05-30 | 22         | 17.9% (6th)  | 18.5% (6th)  |
| 2010-06-05 | 23         | 19.7% (4th)  | 20.1% (4th)  |
| 2010-06-06 | 24         | 20.3% (4th)  | 21.2% (4th)  |
| 2010-06-27 | 25         | 17.6% (3rd)  | 18.0% (3rd)  |
| 2010-07-03 | 26         | 17.5% (2nd)  | 18.1% (2nd)  |
| 2010-07-04 | 27         | 20.3% (2nd)  | 21.0% (2nd)  |
| 2010-07-10 | 28         | 19.6% (3rd)  | 20.6% (3rd)  |
| 2010-07-11 | 29         | 20.9% (4th)  | 21.4% (2nd)  |
| 2010-07-17 | 30         | 21.7% (3rd)  | 22.5% (3rd)  |
| 2010-07-18 | 31         | 21.5% (3rd)  | 21.6% (3rd)  |
| 2010-07-24 | 32         | 20.0% (3rd)  | 20.5% (2nd)  |
| 2010-07-25 | 33         | 21.2% (3rd)  | 21.7% (3rd)  |
| 2010-07-31 | 34         | 20.1% (1st)  | 20.4% (2nd)  |
| 2010-08-01 | 35         | 19.7% (4th)  | 20.0% (4th)  |
| 2010-08-07 | 36         | 20.1% (4th)  | 20.6% (3rd)  |
| 2010-08-08 | 37         | 20.2% (4th)  | 20.7% (4th)  |
| 2010-08-14 | 38         | 21.8% (3rd)  | 22.2% (3rd)  |
| 2010-08-15 | 39         | 21.9% (4th)  | 21.6% (4th)  |
| 2010-08-21 | 40         | 22.3% (2nd)  | 22.6% (3rd)  |
| 2010-08-22 | 41         | 22.1% (4th)  | 23.0% (4th)  |
| 2010-08-28 | 42         | 22.5% (2nd)  | 23.1% (2nd)  |
| 2010-08-29 | 43         | 22.7% (4th)  | 23.5% (4th)  |
| 2010-09-04 | 44         | 22.8% (2nd)  | 23.9% (1st)  |
| 2010-09-05 | 45         | 23.3% (4th)  | 23.9% (3rd)  |
| 2010-09-11 | 46         | 22.7% (2nd)  | 23.3% (2nd)  |
| 2010-09-12 | 47         | 23.9% (4th)  | 24.5% (3rd)  |
| 2010-09-18 | 48         | 23.6% (2nd)  | 24.6% (2nd)  |
| 2010-09-19 | 49         | 23.4% (3rd)  | 24.2% (3rd)  |
| 2010-09-25 | 50         | 21.3% (3rd)  | 22.2% (3rd)  |
| 2010-09-26 | 51         | 25.7% (3rd)  | 26.5% (3rd)  |
| 2010-10-02 | 52         | 20.7% (2nd)  | 20.9% (2nd)  |
| 2010-10-03 | 53         | 20.5% (4th)  | 20.7% (4th)  |
| 2010-10-09 | 54         | 18.9% (3rd)  | 19.5% (4th)  |
| 2010-10-10 | 55         | 19.4% (4th)  | 19.6% (5th)  |
| 2010-10-16 | 56         | 19.7% (2nd)  | 19.8% (2nd)  |
| 2010-10-17 | 57         | 20.3% (4th)  | 21.0% (4th)  |
| 2010-10-23 | 58         | 18.6% (3rd)  | 19.2% (3rd)  |
| 2010-10-24 | 59         | 20.1% (3rd)  | 20.1% (2nd)  |
| 2010-10-30 | 60         | 20.0% (3rd)  | 20.8% (3rd)  |
| 2010-10-31 | 61         | 20.0% (4th)  | 20.3% (4th)  |
| 2010-11-06 | 62         | 17.0% (2nd)  | 17.5% (2nd)  |
| 2010-11-07 | 63         | 20.6% (3rd)  | 21.3% (3rd)  |
| Trung bình | Trung bình | 19.4%        | -            |

Nguồn: TNS Media Korea

## Phát sóng quốc tế
Phim được phát sóng trên kênh truyền hình cáp KNTV của Nhật Bản với tên gọi Beautiful Life, bắt đầu từ 24 tháng 2 năm 2011. Phim được chiếu ở Thái Lan trên True4U từ 18 tháng 11, 2015.